# Aston Martin DBS
El Aston Martin DBS es un automóvil deportivo gran turismo producido por el fabricante británico Aston Martin Lagonda Limited de 1967 a 1972. Con posterioridad, entre 2007 y 2012, se recuperó el nombre DBS para designar a un nuevo modelo, el Aston Martin DBS V12.

## DBS (1967-1972)

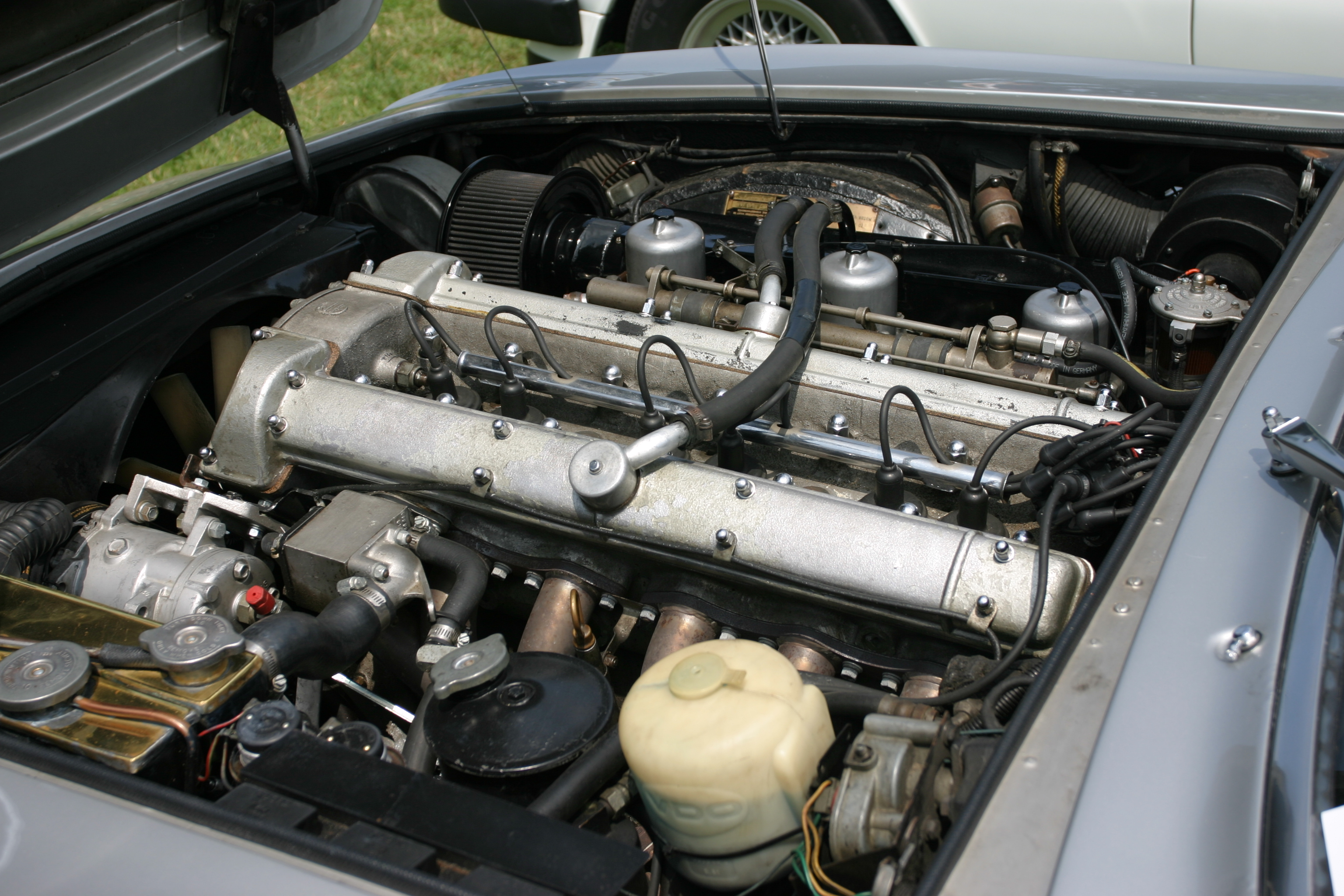
Motor de seis cilindros en línea de un DBS, diseñado por Tadek Marek

El DBS estaba destinado a ser el sucesor del Aston Martin DB6, aunque los dos se comercializaron simultáneamente durante tres años. Impulsado por un motor de seis cilindros en línea, se produjo desde 1967 hasta 1972, y finalmente se eliminó gradualmente a favor del Aston Martin V8.
Era un cupé más grande que el DB6, con cuatro asientos de tamaño completo, pero estaba propulsado por el mismo motor de 4.0 L que el modelo anterior. La potencia declarada del motor era de 280 HP (209 kW; 284 CV), aunque la opción de motor "Vantage" dotada con carburadores Weber fabricados en Italia aumentaba la potencia hasta los 325 HP (242 kW; 330 CV).
En 1966, Touring de Milán recibió el encargo de diseñar el reemplazo del DB6 y produjo dos prototipos antes de que la casa de diseño cerrara. El DB6 era incapaz de acomodar el motor V8 previsto y tuvo que ser sustituido. William Towns fue entonces contratado apresuradamente para diseñar el nuevo automóvil. El DBS estaba destinado a tener un aspecto más "moderno" que la serie anterior de modelos de Aston (del DB4 al DB6), e incorporaba una parte trasera de estilo fastback y una parrilla delantera cuadrada, atípica de los Aston Martin en ese momento, pero luego muy en boga en los círculos del diseño automotriz de finales de los años 1970. Sin embargo, se conservaron las características de diseño de la marca registrada Aston, como una toma de aire en el capó, ruedas de radios de alambre de fijación central con neumáticos Crossplys 815X15 o neumáticos radiales 205VR15 Cinturato Pirelli CN72, y salidas de aire laterales con remates de acero inoxidable. El DBS fue el último Aston Martin desarrollado bajo el control de David Brown.

### Especificaciones
- Peso: 1588 kg (3501 lb)
- Motor: 3995 cc DOHC motor de seis cilindros en línea
- Potencia: 280 HP (209 kW; 284 CV) a 4500 rpm
- Par: 390,5 N·m (288 lb·pie) a 3850 rpm[3][4]

## DBS V8 (1969 a 1972)

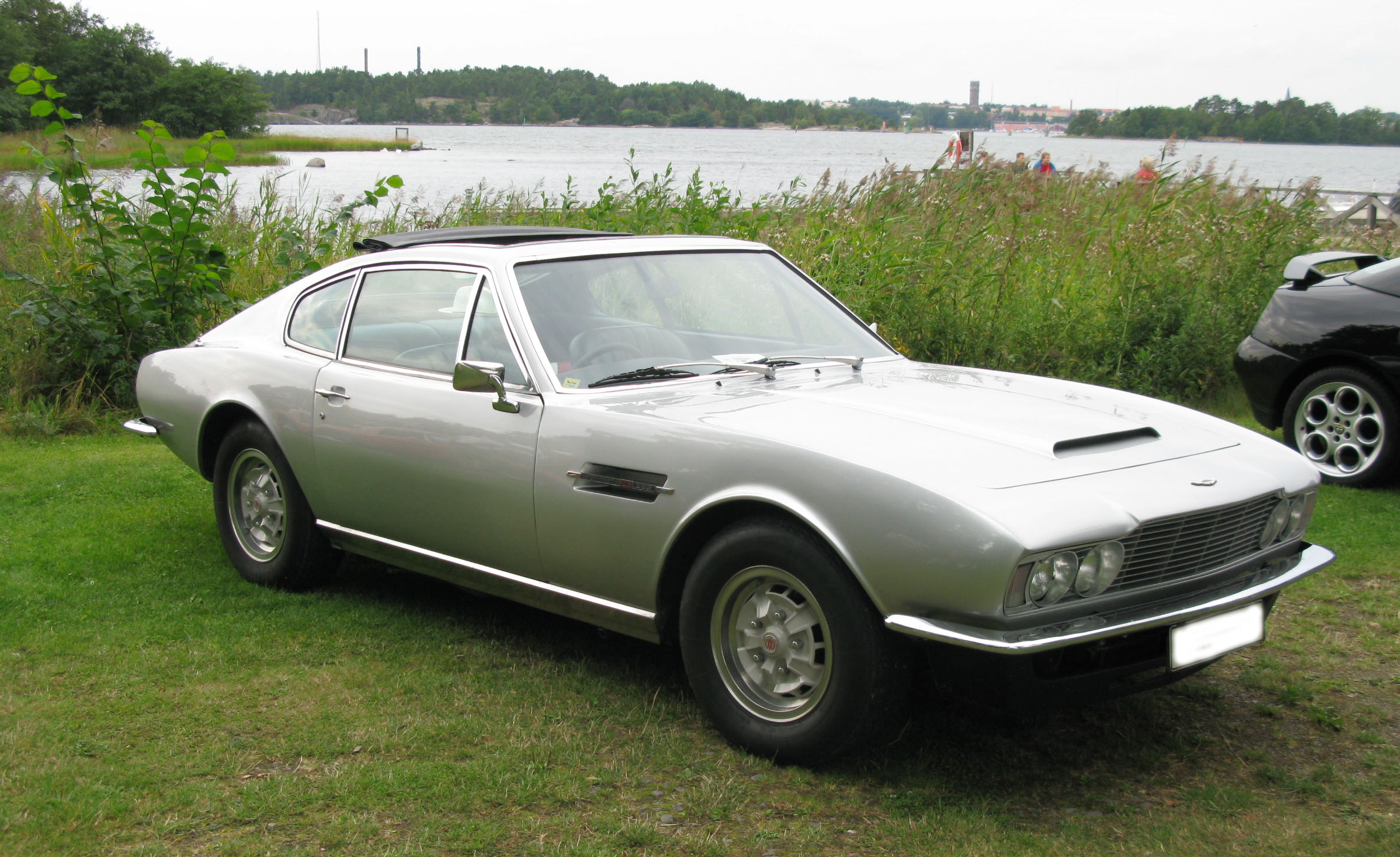
Aston Martin DBS V8 de 1970

En septiembre de 1969, el DBS se puso a disposición con el motor V8 de 5340 cc para el que se diseñó desde un principio, siendo esta variante conocida como DBS V8. En ese momento, era el automóvil de producción en serie de cuatro plazas más rápido del mundo. El nuevo modelo estaba equipado con llantas de aleación ligera (a diferencia de las llantas de radios de alambre del DBS) y discos de freno ventilados. La transmisión automática se ofreció como alternativa a la caja de cambios manual ZF de 5 velocidades. El DBS V8 se produjo hasta mayo de 1972, después de lo cual se sustituyeron los faros dobles por faros simples y se le cambió el nombre a Aston Martin V8.

### Especificaciones
- Peso: 1727 kg (3807 lb)
- Motor: 5340cc V8
- Potencia: 320 HP (239 kW; 324 CV) a 5000 rpm
- Par: 330 lb·pie (447,4 N·m) a 5000 rpm[3][4]

## Lagonda
En 1969 se reutilizó brevemente el nombre Lagonda, apareciendo en un prototipo de cuatro puertas del modelo DBS. Se le asignó el chasis MP230/1 y fue retenido por la fábrica hasta 1972 y utilizado por Sir David Brown como su automóvil personal, registrado con la matrícula JPP 5G. El automóvil disponía originalmente de un prototipo de motor V8 de 5 litros, pero sería reemplazado rápidamente por una versión de producción de cuatro carburadores de 5.3 litros (VS4008EE).
Entre 1974 y 1976, se produjeron siete berlinas de cuatro puertas Lagonda basadas en el prototipo de 1969. Los modelos de producción en serie adoptaron un tratamiento de faro único con una rejilla en forma de "herradura" típica de Lagonda, en lugar de la configuración de faros dobles del prototipo.

## En la cultura popular
- El DBS fue utilizado por James Bond (interpretado por el actor británico George Lazenby) en la película de 1969 "Al servicio de su Majestad". A diferencia del automóvil anterior de Bond, el Aston Martin DB5, este modelo no incorporó dispositivos especiales más allá de un soporte para un rifle con mira telescópica en la guantera. En las escenas finales de la película, la esposa de Bond, Tracy, era asesinada a tiros mientras estaba sentada en el automóvil.[5]

- Un segundo DBS también aparece en una breve escena en la siguiente película de Bond, "Diamantes para la eternidad". El coche se puede ver al fondo de la "División Q" equipado con pequeños misiles, mientras Bond está hablando con Q por teléfono.

- Otro DBS se utilizó posteriormente en la serie de televisión The Persuaders! (1971-1972), en la que el personaje de Roger Moore, Lord Brett Sinclair, conducía un distintivo DBS de 6 cilindros "Bahama Yellow" (número de chasis DBS/5636/R), que montaba llantas de aleación y diferentes insignias para parecerse al modelo DBS V8. Suministrado por Aston Martin a los productores del programa, el automóvil usó  la matrícula personalizada "BS 1" (excepto en una escena del episodio "The Gold Napoleon", donde el automóvil muestra su número de placa original del Reino Unido, PPP 6H), cortesía de Billy Smart, Jr., propietario real del coche. Fue vendido por la fábrica después de que terminara el rodaje a través de HR Owen en Londres, a su primer propietario privado. Restaurado a fondo en los últimos años por la fábrica Aston Martin, actualmente es propiedad del abogado de divorcios y destacado coleccionista de arte Jeremy Levison.[9] Roger Moore y el coprotagonista Tony Curtis firmaron la parte inferior de la tapa del maletero del automóvil: Moore en los Estudios Pinewood en mayo de 2003; y Curtis en el Cheltenham Racecourse en octubre de 2008.

- En 2013, el Aston Martin DBS fue un participante invitado en dos de los concursos de automovilismo más exclusivos de Europa, el Concurso de Elegancia de Villa d'Este en el Lago de Como y el Concurso Salon Privé en Londres.

- Kenneth Haigh como Joe Lampton conducía un DBS en la serie de televisión "Man at the Top" (1970).

- La restauración de un DBS original, matrícula JRA615H, se presentó en el primer episodio de la temporada 2 de la serie de Channel 4 For the Love of Cars, emitido en abril de 2015.[10] El proceso requirió más de 6000 horas-hombre.[10] Durante la restauración, se actualizó a la especificación Vantage, que incluía la conversión de una caja de cambios automática a manual.[10] Se vendió en una subasta con Coys of Kensington por 169.800 libras.[10]